# Hünenburg (Baden)
Die Hünenburg ist eine früh-hochmittelalterliche Wallburg im Ortsteil Baden der Gemeinde Achim im niedersächsischen Landkreis Verden. Sie liegt oberhalb einer alten Mündung der Aller in die Weser, so dass ihre Aufgabe in der Sicherung dieses strategischen Punktes bestanden haben könnte.

## Geschichte
Der Ort Baden wird erstmals in der Hamburgischen Kirchengeschichte des Adam von Bremen wohl für das Jahr 1013 genannt. Adam berichtet, dass der Bremer Erzbischof Unwan die „curtis Botegun“ an das Domkapitel zu Bremen verschenkt. Die Hünenburg selbst wird nie in der historischen Überlieferung erwähnt. 
Der Archäologe Hans-Wilhelm Heine nahm aufgrund der Gestalt der Burg als mächtiger Erdwall mit kleinem Innenraum eine Datierung in das 11. Jahrhundert an. Da das Erzbistum Bremen über Besitz in Baden verfügte, nimmt er als Bauherrn den Erzbischof Adalbert an. Dieser betrieb zwischen 1063 und 1066 eine systematische Burgenbaupolitik und könnte an der Sicherung dieses strategischen Punktes interessiert gewesen sein. Da bisher keine archäologischen Untersuchungen stattfanden, fehlen auch von dieser Seite Erkenntnisse über Datierung und Belegungsdauer der Burg. 
Archivalisch ist überliefert, dass sich im Dreißigjährigen Krieg schwedische Soldaten auf der Hünenburg verschanzten.

## Beschreibung
Die Hünenburg liegt auf dem nördlichen Steilufer der Weser und weist einen halbovalen Wall von über 25 m Breite und noch erhaltener Höhe von 4,5 m auf. Dieser schützte die Burg nach drei Seiten, während im Süden der Steilhang als natürlicher Schutz diente. Dem Wall vorgelagert ist ein 14 bis 15 m breiter und 2,5 m tiefer Graben. Auffällig ist das im Verhältnis zur Befestigung geringe Areal des Innenraums von ca. 35 × 80 m Größe. Der Zugang wird am westlichen Ende des Walls vermutet, wo eine größere Lücke zwischen Wall und Hangkante besteht. Möglicherweise existierte im Norden ein Vorwall, der am Ende des 19. Jahrhunderts und 1938 noch zu erkennen war.